# Río Guezova
El río Gezova (del ruso: Гезова) es un río del krai de Krasnodar, en el sur de Rusia, afluente por la izquierda del Kugo-Yeya, que a su vez lo es del Yeya.

## Curso
Nace 5 km al este de Nº5 ZAO Novosergíevskoye (situado en un pequeño arroyo afluente por la izquierda del Gezova) y discurre en sus 18 km de longitud en dirección oeste-noroeste. Desemboca en el Kugo-Yeya a la altura de Timashovka. 
Su curso está parcialmente represado.